# Aftermath (canção de Muse)
"Aftermath" é uma canção da banda inglesa de rock Muse do seu sétimo álbum, intitulado Drones (2015). Foi lançado como o quarto single do disco em 11 de março de 2016.

## Contexto
A canção é descrita como parte do conceito do álbum sobre "a jornada de um humano, do seu abandono e perda da esperança, até a doutrinação pelo sistema para se tornar um drone humano, até eventualmente desertar dos seus opressores.
De acordo com Matt Bellamy, esta é uma das duas canções do álbum sobre amor; em "Aftermath" o protagonista encontra o amor de novo. A canção é descrita como o oposto de "Dead Inside".

## Descrição
A revista NME descreveu a canção como “uma cantoria pós-batalha nas veias da versão da canção "Sailing" de Rod Stewart ou, ah sim, "Brothers in Arms" de Dire Straits”.
A música foi descrita como "uma balada tipo anos 80", com a banda considerando "Aftermath" como “o momento mais experimental do álbum”. De acordo com o guitarrista e vocalista Matt Bellamy, esta foi a canção onde o produtor "mostrou sua verdadeira face" durante as gravações, que depois das seções afirmou: “ouça rapazes, está é a música". Bellamy diz que escreveu a canção após ver o filme Fury, estrelando Brad Pitt, sendo inspirado por uma cena em particular: “Há uma parte no meio onde eles vão para um apartamento, há duas garotas lá e você acha que algo vai dar errado, as coisas vão para o lado escuro mas acaba sendo um ótimo momento”.
A canção começa com um som de ventania, seguido por violinos e sintetizadores. Entra então guitarras estilo balada de Hendrix.